# Predrag Matvejević
Predrag Matvejević (ur. 7 października 1932 w Mostarze, zm. 2 lutego 2017 w Zagrzebiu) – chorwacki pisarz, eseista, krytyk literacki, wykładowca uniwersytecki.
Jego ojciec był Rosjaninem, matka Chorwatką. Był absolwentem romanistyki, doktoryzował się na Sorbonie (1967). Przez ponad trzydzieści lat wykładał na uniwersytecie w Zagrzebiu. W 1991 wyemigrował do Francji, następnie zamieszkał we Włoszech. Od 1994 był profesorem w katedrze slawistyki Uniwersytetu Rzymskiego (La Sapienza). Miał na swoim koncie szereg publikacji z zakresu kultury i literatury, sławę przyniósł mu Brewiarz śródziemnomorski (pierwsze wydanie w 1987), eseistyczna opowieść o Morzu Śródziemnym, jego historii i wielowiekowym oddziaływaniu na resztę świata.

## Polskie przekłady
- Brewiarz śródziemnomorski (Mediteranski brevijar 1987)
- Inna Wenecja (Druga Venecija 2002)

## Inne
- Sartre 1965
- Razgovori s Krležom 1969, 1971, 1974, 1978
- Prigodno pjesništvo 1971
- Prema novom kulturnom stvaralaštvu 1975, 1977
- Književnost i njezina društvena funkcija 1977
- Jugoslavenstvo danas. Pitanje kulture 1982